# 655 a.C.
Séculos: (Século VIII a.C. - Século VII a.C. - Século VI a.C.)
660 a.C. - 659 a.C. - 658 a.C. - 657 a.C. - 656 a.C. - 655 a.C. - 654 a.C. - 653 a.C. - 652 a.C. - 651 a.C. - 650 a.C.

## Eventos
- Fundação de várias cidades, segundo Eusébio de Cesareia:[1]
  - Istemo no Ponto
  - Borístenes no Ponto, por colonos de Mileto da Jônia
  - Lâmpsaco no Helesponto, por colonos da Foceia
  - Abdera por cidadãos de Clazómenas. Esta cidade, segundo Solino, havia sido fundada pela irmã de Diomedes, mas depois caiu em ruína, e foi reconstruída e expandida por Clazómenas. Seu líder se chamava Timésio, um cidadão de Clazómenas, mas ele não conseguiu completar a construção por causa de ataques dos trácios